# Childa
Childa (en géorgien : შილდა) est un village de la république de Géorgie, situé dans le département de Kyareli et la région de Kakhetie.

## Monuments

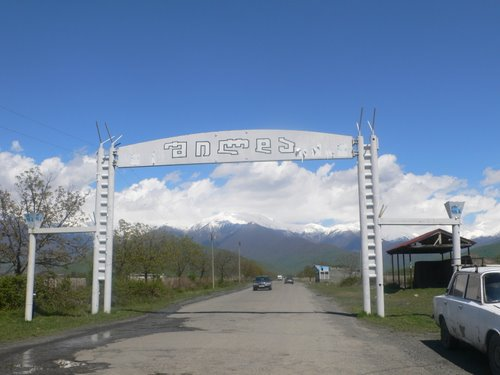
Entrée de Childa.

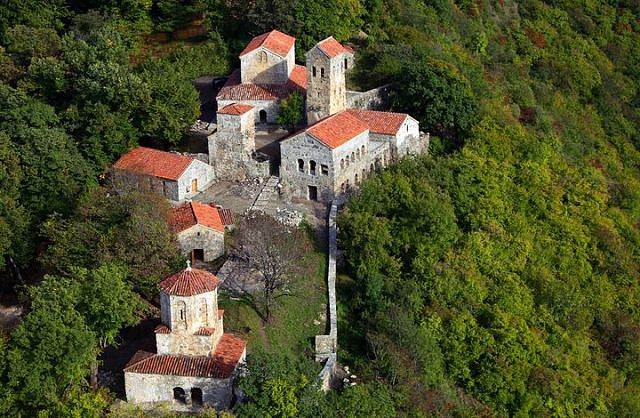
Monastère de Nekressi.